# MSC Maya
MSC Maya — один из крупнейших морских контейнеровозов в мире. Четвертый из серии судов MSC Oscar, MSC Oliver, MSC Zoe , MSC Maya и MSC Sveva.

## Название
Судно названо в честь внучки основателя судоходной компании Джанлуиджи Апонте.

## Строительство
Контейнеровоз построен на верфях компании «Daewoo». Спущен на воду в 2015 году. Принят в эксплуатацию в сентябре 2016 году. Стоимость строительства - 140 млн., долларов США.

## Двигательная установка
- Главный двигатель — 2-тактный 11-цилиндровый дизельный двигатель MAN B & W 11S90ME-C10
- Мощность — 67 100 кВт / 83 780 л.с.
- Гребной винт — один 5-лопастный винт с фиксированным шагом диаметром 10,5 м.
- Оснащен двумя носовыми подруливающими устройствами

## Параметры судна
- Длина—	395,4 м
- Ширина—59 м
- Осадка—16 м
- Водоизмещение—197 362 тонн
- Вместимость—19 224 контейнеров TEU,  из них 1800 рефрижераторы
- Экипаж — 24-35 чеоловек
- Скорость — крейсерская 22,8 узла (42 км / ч)

## Первый рейс
В августе 2015 года контейнеровоз «MSC Maya» покинул южнокорейскую верфь. 26 сентября 2015 года в порту Антверпен состоялась церемония крещения. После этого контейнеровоз направился в Гамбург, куда прибыл 27 сентября. 15 декабря впервые прибыл в Саутгемптон, Великобритания. 22 декабря впервые прибыл в порт Гётеборг.

## Эксплуатация
«MSC Maya» регулярно совершает рейсы на линии Азия-Западная Европа.